# Пламен Събев
Пламен Събев е български историк, журналист и музеен деец.

## Биография
Роден е на 16 април 1960 г. в Попово. Завършва средно образование в родния си град, а през 1987 г. – история и специализация по археология във Великотърновския университет. В периода 1984 – 1996 г. е уредник в Историческия музей в Попово. От 1996 до 2008 г. работи като журналист в града, а от 2008 г. е директор на Историческия музей. През 2017 г. е удостоен с почетния знак „Златен век“ на Министерство на културата. Умира на 30 януари 2019 г.
Автор е на статии и краеведски книги за селата Паламарца, Водица, Медовина, Баба Тонка. Съавтор е на летописи за музея и за Попово, както и на книгите, посветени на големите военни маневри край Попово, на оперната прима Люба Велич и на каталог на загиналите във войните местни герои. Редактор е на множество сборници. През 2018 г. издава „Биографичен справочник на Поповската история“.